# Serge Meynard
Serge Meynard (1956) è un regista e sceneggiatore francese.

## Biografia
Meynard è diventato assistente alla regia, lavorando con Pierre Zucca, Patrice Chéreau, Peter Brook, Volker Schlöndorff, Chantal Akerman e James Ivory. Nel 1988 Ha ricevuto il Premio César per la migliore opera prima per il film L'Œil au beurre noir.
Nel 1990 per la televisione ha diretto Le blé en herbe dopo Colette e Parfum de bébé nel 1992. Ha girato per il cinema Sexes faibles! nel 1992 con Valérie Lemercier e François Cluzet.

## Filmografia

### Regista

#### Cinema
- Villandry - cortometraggio (1979)
- L'iguane - cortometraggio (1986)
- L'Œil au beurre noir (1987)

#### Televisione
- Cavale - film TV (1991)
- Le Danger d'aimer - film TV (1998)
- Maïmiti, l'enfant des îles - film TV (2001)
- La Nuit du réveillon - film TV (2011)
- J'ai épousé un inconnu - film TV (2015)
- Le Poids des mensonges - film TV (2017)

### Regista e sceneggiatore

#### Cinema
- Sexes faibles! (1992)
- Un après midi au parc - cortometraggio (1998)
- Voyous voyelles (1999)

#### Televisione
- Le blé en herbe - film TV (1990)
- Parfum de bébé - film TV (1992)
- Sa dernière lettre (1995)
- L'histoire du samedi - serie TV, 3 episodi (1996-1998)
- L'Iconnue du Val-Perdu - film TV (2001)
- Hôpital souterrain - film TV (2002)
- Caution personnelle - film TV (2004)
- Le Crime des renards - film TV (2005)
- La Nuit du meurtre - serie TV, episodi 1x1-1x2 (2005)
- Passés troubles - film TV (2006)
- L'Enfant du secret - film TV (2006)
- Miroir, mon beau miroir - film TV (2008)
- Paradis criminel - film TV (2009)
- Je, François Villon, voleur, assassin, poète - film TV (2010)

### Sceneggiatore

#### Cinema
- Un rêve à peine commencé, regia di Jean-Marc Deschamps - cortometraggio (1984)

#### Televisione
- Enfin seul(s), regia di Bruno Herbulot (2007)